# Elisabeth Reviczky
Elisabeth Maria Katharina von Reviczky omgift Lehel, född 23 mars 1901 i Budapest, död 27 februari 1973 i Storbritannien (kyrkobokförd i Burlövs församling), var en ungersk-svensk målare.
Hon var dotter till statssekreteraren Julius von Fáy och Elisabeth von Madách och gift med generalkonsuln Stefan von Reviczky. Hon studerade konst vid Iványi-Grünwalds konstskola i Budapest 1918–1922 och under studieresor till Italien och Capri. Separat ställde hon bland annat ut på Memzeti Saloin i Budapest, Künstlerhaus i Wien och Galleria Trieste. Familjen flydde till Sverige under andra världskriget och bosatte sig i Malmö där Elisabeth Reviczky förblev bosatt efter makens död 1954. År 1963 gifte hon sig med överingenjören Victor Lehel från England dit hon därefter flyttade.
Hennes konst består av porträtt och landskap utförda i olja eller akvarell. Reviczky är representerad med arbeten vid S:t Petri kyrka i Malmö, Malmö handelsgymnasium och Lunds universitet. 